# Pesta antonina

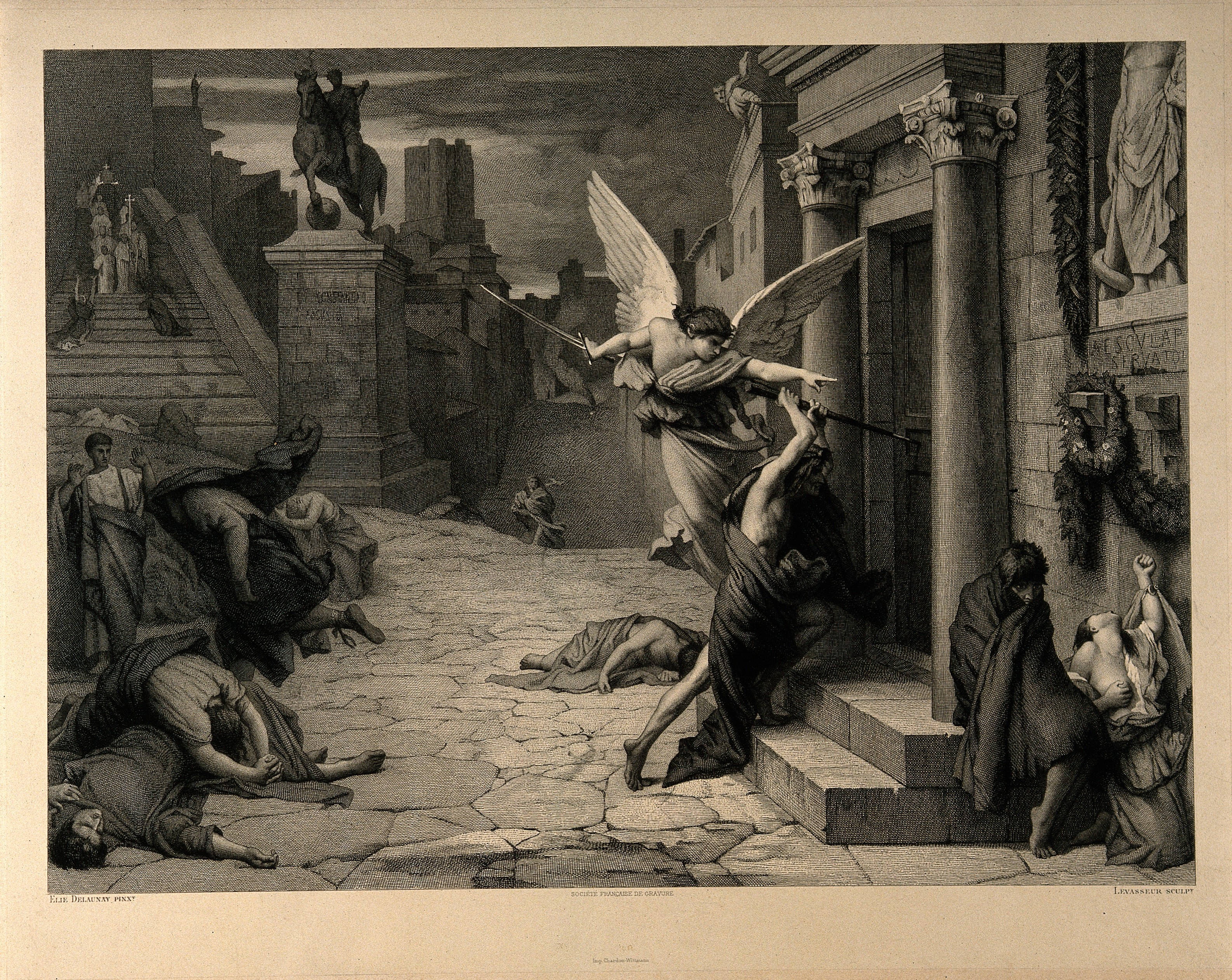
L'Ángel de la mort copejant una porta durant la pesta de Roma; gravat de Levasseur després de Jules-Elie Delaunay.

La Pesta antonina del 165-180 dC, també coneguda com la plaga de Galè -nom del metge grec que va viure a l'Imperi Romà, i que la va descriure-, va ser una antiga pandèmia portada de tornada a l'imperi Romà per les tropes que tornaven de les campanyes del Pròxim Orient. Els investigadors han sospitat que podria haver estat la verola, o el xarampió, però la veritable causa encara era indeterminada. L'epidèmia va poder haver cobrat la vida d'un emperador romà, Luci Aureli Ver, que va morir el 169 i va ser el corregent de Marc Aureli, el nom de la família del qual, Antoní, s'ha associat amb l'epidèmia. La malaltia es va manifestar novament nou anys més tard, d'acord amb l'historiador romà Cassi Dió (155-235), causant fins a 2.000 morts al dia a Roma, una quarta part dels afectats, donant a la malaltia una taxa de mortalitat a la ratlla del 25%. La malaltia va arribar a matar com un terç de la població en algunes zones i va devastar l'exèrcit romà.
Les fonts antigues estan d'acord que l'epidèmia va aparèixer per primera vegada durant el setge romà de Selèucia del Tigris a l'hivern del 165-166.l llarg del Rin. Eutropi afirma que una gran població va morir per tot l'imperi.
Rafe de Crespigny especula que la plaga va poder també haver esclatat durant la Dinastia Han de la Xina abans del 166, tenint en compte els avisos de plagues als registres xinesos de les Vint-i-quatre històries. Aquesta plaga va tenir un impacte en la cultura i la literatura romana, i va poder afectat greument les relacions comercials indo-romanes a l'oceà Índic.

## Epidemiologia

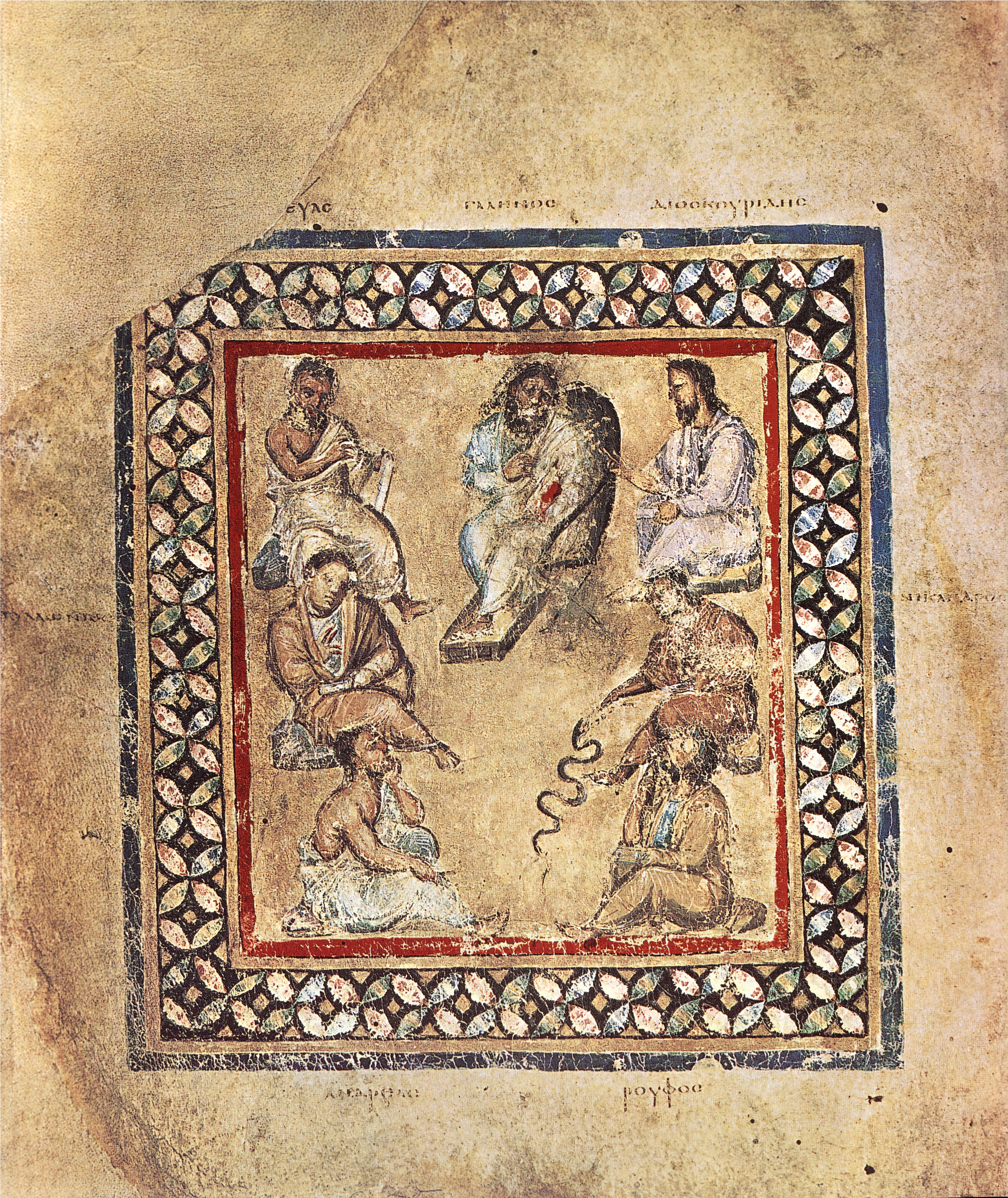
Un grup de metges en una imatge del Dioscòrides de Viena, nomenat així pel metge Galè que es mostra ala part superior central.

Al 166, durant l'epidèmia, el metge grec Galè va viatjar des de Roma a casa seva a l'Àsia Menor. Va regressar a Roma l'any 168, quan va ser convocat pels dos Augusts, i va estar present en un brot una primera manifestació entre les tropes estacionades a Aquileia, durant l'hivern de 168-169. Les seves observacions directes i la descripció dels símptomes es troben en el seu tractat Methodus medendi, força breu, pel que cal recórrer a altres referències, repartides entre els seus voluminosos escrits. Descriu la plaga com «gran» i de llarga durada, i esmenta símptomes com ara la febre, la diarrea i la inflamació de la faringe, així com una erupció en la pell, de vegades seca i purulenta, que de vegades apareix en el novè dia de la malaltia. La informació proporcionada per Galè no defineix clarament la naturalesa de la plaga, però els estudiosos han preferit en general diagnosticar-la com la verola.
L'historiador William McNeill afirma que la Pesta antonina i la Pesta de Ciprià posterior (251 - al voltant de 270) van ser brots de dues malalties diferents, un de la verola i de xarampió l'altra, encara que no necessàriament en aquest ordre. La devastació severa a la població europea de les dues plagues pot indicar que la gent no va tenir una exposició prèvia a qualsevol d'aquestes malalties, que proveïa als supervivents d'immunitat. Altres historiadors creuen que tots dos brots van ser de la verola. Aquesta última opinió sembla més probable que sigui correcta, ja que les estimacions de l'evolució molecular donen al xarampió en algun moment després de l'any 500 dC.

## Impacte

### La cultura, la literatura, les arts
En la seva consternació, molts van cercar protegir-se amb màgia i d'altres supersticions. Llucià de Samòsata, fustigador de totes elles, compte amb ironia que un vers d'Alexandre el Paflagoni «enviat per ell a totes les nacions durant la pesta... es veia escrit sobre les portes per totes parts», sobretot a cases buides.
L'epidèmia va tenir dràstics efectes socials i polítics en tot l'Imperi Romà: Barthold Georg Niebuhr va arribar a la conclusió que «el regnat de Marc Aureli constitueix un punt d'inflexió en moltes coses, i sobretot en la literatura i l'art; no tinc cap dubte que aquesta crisi va ser provocada per aquesta plaga... El món antic mai no es va recuperar del cop assestat per la pesta que ho va visitar en el regnat de Marc Aureli». Edward Gibbon i Michael Rostovtzeff, tanmateix, li donen a l'epidèmia menys influència en la crisi que les tendències polítiques i econòmiques contemporànies, respectivament.

### Efecte militar
Alguns dels efectes directes del contagi són dignes de destacar, tanmateix. Quan les forces imperials es van traslladar a l'est sota el comandament de l'emperador Luci Aureli Ver després que les forces de Vologès IV de Pàrtia ataquessin Armènia, la defensa dels romans dels territoris orientals es va veure afectada quan un gran nombre de soldats van sucumbir a la malaltia. Segons els escrits de Pau Orosi (segle cinquè), algunes pobles i ciutats de les penínsules espanyola i italiana i de les províncies europees van perdre tots els seus habitants. A mesura que la malaltia es va propagar pel nord fins al Rin, també va infectar els pobles germànics i gals fora de les fronteres de l'imperi. Des de feia alguns anys, aquests grups del nord havien pressionat al sud a la recerca de més terres per sostenir les seves creixents poblacions. Amb les seves files afeblides per l'epidèmia, els exèrcits romans no van ser capaços d'empènyer a les tribus de tornada. Des de l'any 167 fins a la seva mort, l'emperador Marc Aureli va situar en persona diverses legions a la vora del Danubi, tractant, amb un èxit solament parcial, de controlar l'avenç dels pobles germànics a través del riu. Una gran ofensiva contra els marcomans es va ajornar fins al 169 a causa de l'escassetat de les tropes imperials. Durant les guerres Marcomanes, Marcus Aurelius va començar a escriure la seva obra Meditacions, al passatge IX.2 diu que també la pesta que l'envolta és menys mortal que la mentida, el mal camí, i la falta de veritable comprensió.

### Comerç de l'Oceà Índic i la Dinastia Han
L'historiador Rafe de Crespigny reflexiona que les plagues que van afligir a la Dinastia Han Oriental a l'imperi de la Xina durant els regnats de l'Emperador Huan (r. 146-168) i de l'emperador Ling de Han (r 168-189.) -amb brots en els anys 151, 161, 171, 173, 179, 182, i 185- van poder estar connectades a la pesta antonina a l'extrem occidental d'Euràsia. Crespigny suggereix que aquestes plagues van conduir a l'aparició del culte en la curació per la fe, moviment mil·lenarista dirigit per Zhang Jue (m. 184), que va promoure la desastrosa Rebel·lió dels Turbants Grocs (184-205). També afirma que «pot ser l'única possibilitat» que el brot de la pesta antonina l'any 166 coincideix amb l'arribada de l'ambaixada romana de «Daqin»(és a dir, l'Imperi Romà) a Jiaozhi (nord del Vietnam) i la visita a la cort Han de l'emperador Huan, que diu representar «Andun» -安敦; una transliteració de Marc Aureli Antoninus o el seu predecessor Antoninus Pius-.
Raoul McLuaghlin va escriure que aquest esdeveniment de temes romans que visiten la cort xinesa de la dinastia Han l'any 166 que podria haver donat pas a una nova era de comerç romà a l'Orient Llunyà, tanmateix era, en el seu lloc, un «presagi d'alguna cosa molt més sinistre». McLaughlin conjectura que l'origen de la plaga pot posar-se en algun lloc de l'Àsia central, procedent d'un grup de població desconeguda i aïllada, que després es va estendre als mons xinesos i romans. La plaga, citat també per McLaughlin, mataria aproximadament el 10% de la població romana, causant danys «irreparables» al comerç marítim romà a l'Oceà Índic com ho demostra el registre arqueològic que abasta des d'Egipte a l'Índia, així va ser com de manera significativa va disminuir l'activitat comercial romana a l'Àsia Sud-oriental. Tanmateix, com es demostra, en Periple de la Mar Eritrea del segle iii i a Topographia Christiana, sive Christianorum Opinio de Mundo de Cosme Indicopleustes del segle vi, el comerç marítim romà a l'Oceà Índic, en particular, la seda i el comerç de les espècies, no van cessar i van continuar fins a la conquesta àrab d'Egipte al primer califat.